# Abitur für Nichtschüler
Ein Abitur für Nichtschüler (auch: Außerschulisches Abitur, Externenprüfung, Fremdenprüfung, Nichtschülerabitur oder Nichtschülerabiturprüfung) ist eine ohne vorherigen Besuch einer Gymnasialen Oberstufe in Gymnasien (Schulen für Jugendliche) oder Abendgymnasien oder Kollegs (Schulen für Erwachsene) abgehaltene Abiturprüfung, die eine Hochschulzugangsberechtigung darstellt. Anders als bei Hochschulzugangsberechtigungen durch Berufsqualifikation (z. B. Meisterprüfungen, früher auch Abschlüsse von bestimmten höheren Fachschulen) u. ä., die – von Ausnahmen abgesehen – regelmäßig nur zum Studium einzelner Fächer berechtigen, wird durch die Nichtschülerprüfung eine allgemeine Zugangsberechtigung für alle Hochschuldisziplinen erteilt.

## Regelung
Das Abitur für Nichtschüler beruht in seiner heutigen Form auf der Vereinbarung über die Abiturprüfung für Nichtschülerinnen und Nichtschüler entsprechend der Gestaltung der gymnasialen Oberstufe in der Sekundarstufe II der Kultusministerkonferenz vom 13. September 1974, wobei die einzelnen landesrechtlichen Regelungen lediglich in Details abweichen.
Die zu absolvierende Prüfung wird in den meisten Bundesländern Abiturprüfung für Nichtschüler, in manchen Bundesländern auch externe Abiturprüfung oder Externenabiturprüfung genannt; in Baden-Württemberg und Sachsen heißt die Prüfung offiziell Schulfremdenabiturprüfung.
Unter anderem Schüler von Waldorfschulen, deren gymnasiale Oberstufe in den jeweiligen Bundesländern nicht anerkannt werden, machen von der Möglichkeit des Abiturs für Nichtschüler Gebrauch. Prinzipiell steht dieser Weg aber jeder in geeigneter Weise vorbereiteten Person offen. Anders als etwa bei der Begabtenprüfung wird weder eine besondere Begabung noch ein befürwortendes Schreiben benötigt.

## Voraussetzungen
Das Abitur für Nichtschüler setzt grundsätzlich voraus, dass der Bewerber im vergangenen Schuljahr keine gymnasiale Oberstufe, Abendgymnasium oder Kolleg besucht hat und auch nicht die Abiturprüfung bereits zweimal nicht bestanden hat.
Ferner muss sich der Bewerber angemessen auf die Prüfung vorbereitet haben. Dies ist prinzipiell komplett autodidaktisch möglich, es gibt aber in einigen Großstädten private Vorbereitungseinrichtungen sowie vereinzelte Fernlehrgänge, die auf die Prüfung vorbereiten sollen. Die Prüfungsinhalte unterscheiden sich kaum von denen der Abiturprüfung in und nach Ende der gymnasialen Oberstufe.
Die Zulassung zur Nichtschülerabiturprüfung muss bei der zuständigen, meist vom Kultusministerium bestimmten, Behörde des jeweiligen Landes beantragt werden. Prüfungszeit und Prüfungsort bestimmt je nach landesrechtlicher Regelung die Behörde. Die Prüfung ist in den allermeisten Ländern kostenpflichtig, wobei häufig Ausnahmen für bedürftige Personen wie Empfänger von Leistungen nach dem SGB II oder SGB XII vorgesehen ist. Kostenlos ist die Prüfung u. a. in den Ländern Rheinland-Pfalz und Sachsen-Anhalt.
Die meisten Bundesländer veröffentlichen keine offiziellen Zahlen darüber, wie viele Bewerber sich für die Nichtschülerprüfung anmelden und wie viele von ihnen die Prüfung bestehen. Allgemein liegt die Zahl – je nach Bundesland – zwischen 50 und 200 Personen pro Schuljahr, die Absolventenquote liegt bei ca. 60 %.

## Prüfung
Die Prüfung findet grundsätzlich in acht Fächern statt, wobei vier Fächer schriftlich und vier Fächer mündlich geprüft werden.
Nach der Vereinbarung der Kultusministerkonferenz können die Bewerber aus folgenden Fächern wählen, wobei die einzelnen Bundesländer das Angebot nach den örtlichen Gegebenheiten einschränken oder ausweiten können:
- Aufgabenfeld I (sprachlich-literarisch-künstlerisch): Deutsch, Englisch, Französisch, Russisch, Spanisch, Latein, Griechisch, Bildende Kunst, Musik
- Aufgabenfeld II (gesellschaftswissenschaftlich): Geschichte, Geographie, Sozialkunde/Politik, Wirtschaft
- Aufgabenfeld III (mathematisch-naturwissenschaftlich-technisch): Mathematik, Physik, Chemie, Biologie

Wie bei der regulären Abiturprüfung auch sind Leistungskurse nach den Gegebenheiten des Landesrechts zu wählen, die vertieft geprüft werden. In den Bundesländern, die zwei Leistungskurse vorsehen, muss Deutsch, Mathematik oder eine Fremdsprache als Leistungskurs belegt werden, in den Bundesländern, die drei Leistungskurse vorsehen, müssen die ersten beiden Leistungskurse Deutsch, Mathematik, eine Fremdsprache oder eine Naturwissenschaft sein.
Unter den Prüfungsfächern müssen sich Deutsch, Mathematik, ein gesellschaftswissenschaftliches Fach, eine Naturwissenschaft und zwei Fremdsprachen befinden. Welche Fächer schriftlich und welche mündlich geprüft werden müssen, entscheidet jedes Bundesland individuell.
Die Bundesländer können vorsehen, dass in den schriftlichen Prüfungsfächern zusätzlich eine mündliche Prüfung abgelegt werden kann, die in die Gesamtbenotung einfließt. Das ist u. a. in Rheinland-Pfalz der Fall.
Wird die Prüfung bestanden, erhält der Bewerber ein Abiturzeugnis. Wird die Prüfung nicht bestanden, kann sie einmalig nach frühestens einem Jahr wiederholt werden. In allen Bundesländern außer Bayern und Sachsen kann mit der Nichtschülerprüfung auch der schulische Teil der Fachhochschulreife absolviert werden, sofern die Abiturprüfung nicht bestanden wird. Die so erworbene Fachhochschulreife wird in allen Bundesländern außer Bayern und Sachsen anerkannt.

## Landesrechtliche Besonderheiten

### Baden-Württemberg
Grundlage ist der Erlass für Erlass für die Abiturprüfung: Schulfremde
Die Schulfremdenprüfung in Baden-Württemberg ist eine Möglichkeit für externe Bewerber, das Abitur in Baden-Württemberg abzulegen. Die Prüfung besteht aus zwei Teilen: Teil 1 umfasst vier schriftliche und mündliche Prüfungsfächer, wobei drei Fächer wie ein Leistungsfach und das vierte Fach als ein Basisfach geprüft werden. Teil 2 umfasst vier mündliche Prüfungsfächer, die alle als Basisfächer geprüft werden. Die Prüfungsfächer können aus verschiedenen Pflichtfächern wie Deutsch, Englisch, Mathematik, Physik, Biologie, Chemie, Geschichte, Ethik, Kunst, Musik, Wirtschaft, Geographie und Gemeinschaftskunde gewählt werden. Zusätzlich kann das Regierungspräsidium im Einzelfall weitere Fächer zulassen. Es müssen zwei Fremdsprachen, eine Naturwissenschaft und ein Fach aus Geschichte, Geographie, Gemeinschaftskunde oder Wirtschaft gewählt werden. In der schriftlichen Prüfung werden landeseinheitlich eine oder mehrere Prüfungsaufgaben gestellt, die mindestens 240 Minuten und höchstens 315 Minuten bearbeitet werden müssen. Für die Prüfung in den Fächern Bildende Kunst und Musik gibt es eine besondere Fachprüfung, die schriftliche und fachpraktische Teile enthält. Die mündliche Prüfung in einer Fremdsprache wird nach den für die Kommunikationsprüfung geltenden zentralen Maßstäben durchgeführt. Ein Prüfungsausschuss wird für jede Schule gebildet, der die Prüfung durchführt.

### Bayern
Grundlage ist die Bayerische Schulordnung für Gymnasien, Abschnitt „Prüfung für andere Bewerberinnen und Bewerber“.
Die Prüfung ist in acht Prüfungsfächer unterteilt, von denen vier schriftlich und vier mündlich geprüft werden. Die Prüfungsfächer müssen sich unter anderem aus Deutsch, Geschichte, Mathematik, einer Naturwissenschaft und zwei Fremdsprachen zusammensetzen. Die Wahl der Fächer ist auf diejenigen beschränkt, die auch für Schülerinnen und Schüler der Gymnasien als Prüfungsfächer wählbar sind.
Im ersten Prüfungsteil werden vier Fächer schriftlich geprüft, von denen mindestens zwei auf erhöhtem Anforderungsniveau liegen müssen, darunter Mathematik. Es müssen die drei Aufgabenfelder gemäß § 18 der Schulordnung für Gymnasien abgedeckt werden. Die zentral gestellten Abiturprüfungsaufgaben mit den hierfür vorgesehenen Bearbeitungszeiten und Auswahlregeln werden verwendet. Wenn Deutsch nicht als Fach des ersten Prüfungsteils gewählt wird, ist verpflichtend eine Fremdsprache als Leistungsfach zu wählen. Im vierten Fach des ersten Prüfungsteils können nur Fächer auf grundlegendem Anforderungsniveau geprüft werden. Die Aufgabenstellung erfolgt durch die prüfende Schule bei einer Bearbeitungszeit von 270 Minuten in den modernen Fremdsprachen und von 180 Minuten in den anderen Fächern. Die mündlichen Zusatzprüfungen in den Fächern des ersten Prüfungsteils der Hauptprüfung dauern in der Regel 20 Minuten und entsprechen den Regelungen für das reguläre Abitur.
Im zweiten Prüfungsteil werden die verbleibenden vier Fächer mündlich geprüft, die nicht bereits Gegenstand der schriftlichen Prüfung waren. Die mündliche Prüfung dauert für jedes der vier Fächer in der Regel 30 Minuten, die Vorbereitungszeit beträgt 30 Minuten. In den modernen Fremdsprachen findet die mündliche Prüfung in der jeweiligen Fremdsprache statt. Die Prüfungsanforderungen basieren auf den Lerninhalten der letzten beiden Kurshalbjahre, die von Schülerinnen und Schülern öffentlicher Gymnasien verpflichtend zu belegen wären. Wenn das Leistungsfach oder das Fach Deutsch als Prüfungsfach des zweiten Prüfungsteils gewählt wird, liegen den Prüfungsanforderungen abweichend die Lerninhalte der letzten vier Ausbildungsabschnitte zugrunde, die von Schülerinnen und Schülern öffentlicher Gymnasien verpflichtend zu belegen gewesen wären. Die Schwerpunktbildung erfolgt gemäß Anlage 9. Die zweite Fremdsprache wird nur auf dem Niveau einer spät beginnenden Fremdsprache geprüft. Der Ablauf der Prüfung entspricht dem Kolloquium. Sofern die Belange der prüfenden Schule es erlauben, findet nur eine mündliche Prüfung an einem Tag statt.

### Berlin
Die Senatsverwaltung für Bildung, Jugend und Familie bietet jedes Jahr externe Abiturprüfungen an. Die Prüfungen finden jedes Jahr im ersten Halbjahr statt. Es gibt vier mündliche Prüfungen und vier schriftliche Prüfungen. Dazu besteht die Möglichkeit, in zwei der schriftlichen Fächer eine Nachprüfung abzulegen.
Vorbereitende Kollegs sind auf den zweiten Bildungsweg ausgelegt, eine staatliche Förderung der Schüler durch das Bundesausbildungsförderungsgesetz (BAföG) ist bei ihrem Besuch möglich. Verschiedene Anbieter bieten sowohl BAföG-Kurse, wie auch „Gymnasial-Kurse“ an, die nicht gefördert werden.
Fächerkombination
Mindestens eine Naturwissenschaft und eine Fremdsprache müssen als schriftliches Fach gewählt werden. Zwei der vier Fächer müssen als Leistungskurse gewählt werden. Die mündlichen Fächer werden auf Grundkursniveau geprüft.
Beispiele:
- Schriftlich: Deutsch (LK), Englisch (LK), Mathematik (GK), Politikwissenschaft (GK)
- Mündlich: Kunst, Biologie, Geschichte, zweite Fremdsprache

Deutsch und Kunst, Geschichte und Politikwissenschaft sowie die beiden Fremdsprachen können nach eigenem Ermessen getauscht werden. Seit dem Schuljahr 2012/2013 muss Mathematik als schriftliches Prüfungsfach gewählt werden.
Bewertungssystem
Jede erreichte Punktzahl wird mit einem vorgegebenen Faktor multipliziert. Im mündlichen Teil der Prüfung werden die erreichten Punktzahlen mit vier multipliziert. Um den zweiten Teil der Prüfung ablegen zu können, benötigt man mindestens 80 Punkte in vierfacher Wertung, maximal erreichbar sind 240 Punkte. Im zweiten Teil sind insgesamt 660 Punkte zu erreichen, wobei die Grundkurse mit neun und die Leistungskurse mit dreizehn multipliziert werden. Um die Abiturprüfung zu bestehen, müssen 300 Punkte aus beiden Prüfungsteilen erreicht werden (entspricht der Note 4.0). Maximal erreichbar sind 900 Punkte.
Sollte ein Fach mit 0 (null) Punkten abgeschlossen werden, so ist die gesamte Prüfung ohne Weiteres nicht bestanden.

### Brandenburg
In Brandenburg wird das Abitur für Nichtschüler in der Verordnung über Prüfungen zum nachträglichen Erwerb von Abschlüssen der Sekundarstufe I und der allgemeinen Hochschulreife für Nichtschülerinnen und Nichtschüler im Land Brandenburg (Nichtschülerprüfungsverordnung – NschPV) geregelt.

### Bremen
Nichtschüler und Schüler nicht anerkannter Ersatzschulen können in Bremen durch Ablegen einer externen Prüfung die Allgemeine Hochschulreife erwerben. Der Senator für Bildung und Wissenschaft beauftragt öffentliche, zur Allgemeinen Hochschulreife führende Schulen oder Abteilungen von Schulen im Lande Bremen mit der Abnahme der Prüfung. In Bremerhaven geschieht dies im Einvernehmen mit dem Magistrat. Es sind geeignete Nachweise über einen regelmäßigen Schulbesuch in einem Bildungsgang, der auf die Allgemeine Hochschulreife vorbereitet, zu erbringen, womit explizit Waldorfschülern die Möglichkeit gegeben werden sollt, eine Abitur-Prüfung abzulegen. Näheres ist der Verordnung über die Abiturprüfung für Schüler nicht anerkannter Ersatzschulen und für Nichtschülerinnen und Nichtschüler im Lande Bremen in der Fassung vom 26. Juni 2009 zu entnehmen.

### Hessen
In Hessen ist Nichtschülerinnen und -schülern zum Erwerb schulischer Abschlüsse gemäß § 79 Abs. 3 Hessisches Schulgesetz die Ablegung entsprechender Prüfungen (Externenprüfung) zu ermöglichen. Ein derartiger Abschluss ist z. B. für die Allgemeine Hochschulreife die Nichtschülerabiturprüfung. Bei Bestehen der Prüfung ist ein dem Abschlusszeugnis entsprechendes Zeugnis zu erteilen.
Die Prüfung umfasst acht Prüfungsfächer
- im sprachlich-literarisch-künstlerischen Aufgabenfeld können dies sein: Deutsch, Englisch, Französisch, Latein, Italienisch, Russisch, Spanisch, Altgriechisch, Musik oder Kunst;
- im gesellschaftswissenschaftlichen Aufgabenfeld können dies sein:Politik und Wirtschaft, Geschichte, Erdkunde, Wirtschaftswissenschaften oder Religion/Ethik;
- im mathematisch-naturwissenschaftlich-technischen Aufgabenfeld können dies sein: Mathematik, Physik, Chemie, Biologie oder Informatik.

Die Prüfung gliedert sich in zwei Teile, von denen jeder vier Fächer umfasst. In den vier Fächern des ersten Prüfungsteils wird schriftlich landesweit einheitlich geprüft. Die Bearbeitungszeit beträgt in den Leistungsfächern fünf Zeitstunden, in den beiden weiteren Fächern vier Zeitstunden. Auf Verlangen der Prüfungsteilnehmerin oder des Prüfungsteilnehmers kann in höchstens zwei Fächern des ersten Prüfungsteils zusätzlich auch mündlich geprüft werden. In den vier Fächern des zweiten Prüfungsteils, die nicht Gegenstand des ersten Prüfungsteils sein dürfen, wird mündlich geprüft. Die Prüfungsergebnisse ergeben auch die Abiturnote.

### Mecklenburg-Vorpommern
Gegenstand der Prüfung sind vier schriftliche Prüfungen und weitere vier mündliche Fächer.
Die schriftlichen Fächer sind:
1. Deutsch
2. Mathematik
3. Geschichte und Politische Bildung
4. Eine Fremdsprache oder eine Naturwissenschaft

Unter den Punkten 1–4 werden zwei Fächer auf Leistungskursniveau und die verbleibenden zwei auf Grundkursniveau geprüft. Hier kann frei gewählt werden, welche Fächer auf welchem Niveau geprüft werden sollen.
Die mündlichen Prüfungsfächer sind so zu wählen, dass unter Einbeziehen der schriftlichen Prüfungsfächer bei den gesamten Prüfungen mindestens eine Naturwissenschaft und zwei Fremdsprachen geprüft werden. Die mündlichen Prüfungen können aus folgenden Gegenstandsbereichen gewählt werden: Fremdsprachen, Musik, Kunst und Gestaltung, Geographie, Philosophie, Wirtschaft, Naturwissenschaften, Informatik und Religion. An den mündlichen Prüfungen kann nur teilnehmen, wer die schriftlichen Prüfungen bestanden hat.
Die Ergebnisse werden wie in der gymnasialen Oberstufe bewertet und mit einem Punkteschlüssel umgerechnet.
Maximal können 840 Punkte erreicht werden (1,0). Minimal müssen 280 Punkte (4,0) erreicht werden damit die Prüfungen als bestanden angesehen werden.

### Nordrhein-Westfalen
In Nordrhein-Westfalen werden die Bewerber für das externe Abitur in acht Fächern geprüft – vier schriftlich und vier mündlich. Die Prüfungsergebnisse darin ergeben die Abiturnoten.
Zur externen Abiturprüfung können sich Landeskinder – je nach Wohnsitz – bei der zuständigen Bezirksregierung anmelden. Die Erfolgsquote ist niedrig und die Abbrecherquote hoch, was vor allem in der Lehrerschaft für Kritik sorgt.

### Rheinland-Pfalz
Rechtsgrundlage ist die Abiturprüfungsordnung für Nichtschülerinnen und Nichtschüler vom 26. Mai 2011.
In Rheinland-Pfalz werden als Prüfungsfächer auch Italienisch (Aufgabenfeld I), Informatik (Aufgabenfeld III) sowie Religion ev., Religion kath. und Ethik (außerhalb der Aufgabenkreise) angeboten. Zusätzlich zu den allgemeinbildenden Fächern werden die berufsbezogenen Fächer Betriebswirtschaftslehre, Volkswirtschaftslehre (Aufgabenfeld II) oder Technik (Aufgabenfeld III) angeboten, die ausschließlich als Leistungskurs belegt werden können. (§ 5 der Verordnung)
Mit der schriftlichen Prüfung in den Fächern Latein oder Griechisch kann gleichzeitig das Latinum oder Graecum erworben werden. (§ 15 der Verordnung)

### Saarland
Wer im Saarland die Allgemeine Hochschulreife erwerben möchte, ohne Schüler einer zur Allgemeinen Hochschulreife führenden öffentlichen Schule oder staatlich anerkannten privaten Ersatzschule zu sein, kann sich als Externer der Abiturprüfung unterziehen. Eine Zulassung des Prüflings erfolgt nur bei einer Vollendung des 18. Lebensjahres und nach Erbringung eines Nachweises über eine angemessene Prüfungsvorbereitung. Der Prüfling darf auch nicht bereits zweimal erfolglos versucht haben, die Allgemeine Hochschulreife zu erlangen.

### Sachsen
Die Abschlüsse der allgemein bildenden Schulen können in Sachsen nach selbstständiger Vorbereitung auch durch eine Schulfremdenprüfung (auch Externen- oder Nichtschülerprüfung genannt) erworben werden, so auch die Allgemeine Hochschulreife. Einrichtungen der Erwachsenenbildung (Volkshochschulen oder private Bildungsträger), bieten auf die Prüfung vorbereitende Kurse an. Die Prüfung besteht aus einem schriftlichen und einem mündlichen Teil und findet einmal jährlich statt. Der Antrag auf Zulassung ist an die zuständige Regionalstelle des Sächsischen Landesamtes für Schule und Bildung (LaSuB) zu stellen.

### Sachsen-Anhalt
Die Zulassung zu dieser Form der Abiturprüfung ist bis spätestens 1. Februar eines jeden Jahres im Landesverwaltungsamt Sachsen-Anhalt in Halle, Dessau-Roßlau oder Magdeburg zu beantragen. Sie findet im zeitlichen Rahmen der Abiturprüfung an öffentlichen Gymnasien statt.

### Schleswig-Holstein
Die sogenannten Externen können in Schleswig-Holstein nach dem Besuch von Vorbereitungskursen, die von staatlich anerkannten Weiterbildungsträgern durchgeführt werden, den Antrag auf eine Abiturprüfung bei der Schulaufsichtsbehörde stellen. Externenprüfungen zum Abitur werden in Schleswig-Holstein einmal jährlich am Abendgymnasium Lübeck durchgeführt.

## Situation in anderen Ländern

### Österreich
Die Möglichkeit zur Erlangung der Matura auf dem zweiten Bildungsweg ist in Österreich durch die sogenannte Externistenreifeprüfung gegeben.
Voraussetzung für die Zulassung zur Prüfung ist der erfolgreiche Abschluss der 8. Klassenstufe sowie ein Antrag beim jeweiligen Landesschulrat.

### Schweiz
In der Schweiz ist es Personen mit Vollendung des 18. Lebensjahres möglich, die schweizerische Maturitätsprüfung nachträglich abzulegen, die zum prüfungsfreien Übertritt an eine kantonale oder eidgenössische Universität berechtigt.